# 川中島村
川中島村（かわなかじまむら）は長野県更級郡にあった村。現在の長野市川中島町上氷鉋・川中島町四ツ屋・川中島町今里などにあたる。

## 地理
- 河川：犀川

## 歴史
- 1924年（大正13年）7月1日 - 笹井村・今里村が合併して発足。
- 1956年（昭和31年）9月30日 - 昭和村と合併して川中島町が発足。同日川中島村廃止。

## 交通

### 鉄道路線
- 日本国有鉄道
  - 信越本線
    - 川中島駅